# Joanne Chory
Joanne Chory (Boston, 19 de março de 1955 – La Jolla, 12 de novembro de 2024) foi uma botânica e geneticista estadunidense. Foi professora do Instituto Salk e pesquisadora do Instituto Médico Howard Hughes.
Ocupou a cadeira Howard H. e Maryam R. Newman em Biologia Vegetal e foi professora adjunta na Seção de Biologia Celular e do Desenvolvimento, da Universidade da Califórnia em San Diego. Em 2000, ela foi agraciada com o Prêmio L'Oréal-UNESCO para mulheres em ciência.

## Biografia
Joanne nasceu em Boston, em 1956. Seus pais eram de origem libanesa e tiveram seis filhos, sendo Joanne a segunda menina. Seu interesse pela biologia, em especial a diversidade dos microrganismos começou ainda cedo, na adolescência, mas demorou para que se decidisse pela carreira na ciência.
Ingressou em biologia no Oberlin College, em Ohio, onde se formou com honras. Os estudos em genética a fizerem querer seguir a carreira de cientista. Seguiu para a Universidade de Illinois para a pós-graduação, onde estudou com grande microbiólogos. Um deles foi seu orientador no doutorado, o professor Samuel Kaplan, com quem estudou bactérias fotossintetizantes. No laboratório de Frederick M. Ausubel, na Harvard Medical School, Joanne fez seu pós-doutorado. Na época, muitos laboratórios de genética usavam moscas de frutas como modelos de pesquisa, enquanto Joanne acreditava que a genética vegetal era muito mais promissora.
Chory morreu de complicações da doença de Parkinson em La Jolla, Califórnia, em 12 de novembro de 2024, aos 69 anos.

## Carreira
Em 1988, Joanne foi contratada como professora assistente do Instituto Salk, onde acabou conhecendo seu marido, Stephen Worland, com quem adotou duas crianças. Mesmo depois de ser diagnosticada com Mal de Parkinson, em 2004, Joanne não parou de trabalhar. Com medicação e um implante no cérebro, ela consegue controlar os tremores da doença. Foi uma grande apoiadora de maior inclusão de mulheres nas ciências e por melhorias e incentivos para mulheres cientistas.
O trabalho de Joanne foca em otimizar o crescimento das plantas de maneira a sustentar a crescente população humana, usando a Arabidopsis thaliana como planta modelo. Sua intenção é otimizar o crescimento de várias plantas, causando mutações em genes de plantas modelo, usando os resultados para compreender os efeitos que estas mutações causaram. Valendo-se da genética, da genômica, biologia celular, cristalografia por raio-X, bioquímica e ecologia, ela cria modelos para serem usados em outros tipos de plantas.

## Prêmios e honrarias
- 1994 Prémio William O. Baker para Iniciativas em Investigação
- 1998 eleita fellow da Academia de Artes e Ciências dos Estados Unidos
- 1999 eleita membro da Academia Nacional de Ciências dos Estados Unidos
- 2000 Prêmios L'Oréal-UNESCO para mulheres em ciência
- 2005 fellow da Associação Americana para o Avanço da Ciência
- 2006 membro associado da Organização Europeia de Biologia Molecular (EMBO)
- 2008 membro da Academia Leopoldina
- 2009 eleita associada estrangeira da Académie des Sciences
- 2011 eleita membro estrangeiro da Royal Society
- 2012 Medalha Genetics Society of America[7]
- 2015 eleita para a American Philosophical Society[8]
- 2018 Breakthrough Prize in Life Sciences[9]
- 2018 Prêmio Gruber de Genética[10]